# Norddistriktet
Norddistriktet (hebraisk: מחוז הצפון, mehoz hatzafon, også det nordlige distrikt) er et af Israels seks administrative distrikter, med et areal på 3.324 km² (3.484 med både land og vand). Hvis man tager Golanhøjderne med, 1.154 km², så kommer arealet op på 4.478 km². Norddistriktets hovedstad og største by er Nazaret.
Golanhøjderne har fungeret som et underdistrikt til Israels Norddistrikt siden Golanhøjdeloven i 1981, dette til trods for at Golanhøjdernes indlemmelse ikke er anerkendt internationalt, og den ikke-bindende erklæring fra FNs sikkerhedsråd (Resolution 497) sagde, at indlemmelsen var ugyldig.

## Demografi
Ifølge Central Bureau of Statistics-data fra 2005:
- Total befolkning: 1 2161 800 (2007)
- Etnisk fordeling:
  - Arabere: 622 400 (52.5 %)
  - Jøder: 523 400 (44.2 %)
  - Andre: 39 600 (3.3 %)
- Religiøs fordeling:
  - Jøder: 523 400 (44.2 %)
  - muslimer: 443 800 (37.4 %)
  - Drusere: 93 000 (7.8 %)
  - kristne: 87 500 (7.4 %)
  - Ikke klassificeret: 35 400 (3 %)
- Befolkningstæthed: 265/km²

Norddistriktet er det eneste distrikt hvor majoriteten af indbyggerne er arabere.